# Municipio de Vermillion (Illinois)
El municipio de Vermillion (en inglés: Vermillion Township) es un municipio ubicado en el condado de LaSalle en el estado estadounidense de Illinois. En el año 2010 tenía una población de 387 habitantes y una densidad poblacional de 6,47 personas por km².

## Geografía
El municipio de Vermillion se encuentra ubicado en las coordenadas 41°12′51″N 88°59′36″O / 41.21417, -88.99333. Según la Oficina del Censo de los Estados Unidos, el municipio tiene una superficie total de 59.8 km², de la cual 59,69 km² corresponden a tierra firme y (0,18 %) 0,11 km² es agua.

## Demografía
Según el censo de 2010, había 387 personas residiendo en el municipio de Vermillion. La densidad de población era de 6,47 hab./km². De los 387 habitantes, el municipio de Vermillion estaba compuesto por el 93,54 % blancos, el 2,84 % eran de otras razas y el 3,62 % eran de una mezcla de razas. Del total de la población el 3,1 % eran hispanos o latinos de cualquier raza.